# Drumlin
Drumlin iz irske besede droimnín ('majhen greben'), ki je bila prvič zapisana leta 1833, je v klasičnem pomenu podolgovat hrib v obliki obrnjene žlice ali napol zakopanega jajca, ki ga tvori ledeniški led ki delujejo na spodaj ležečo nekonsolidirano talno moreno. Skupine drumlinov se imenujejo polja ali roji; lahko ustvarijo pokrajino, ki je pogosto opisana kot »topografija košare jajc«.

## Morfologija
Drumlini se pojavljajo v različnih oblikah in velikostih, vključno s simetričnimi (okoli dolge osi), vretenastimi, paraboličnimi oblikami in prečnimi asimetričnimi oblikami. Na splošno so to podolgovati hribi ovalne oblike z dolgo osjo, ki je vzporedna z usmerjenostjo ledenega toka, in z gornjo ledeno (stoss) steno, ki je na splošno bolj strma od spodnje ledene (zavetrne) stene.
Drumlini so običajno dolgi med 250 in 1000 m in široki med 120 in 300 m. Drumlini imajo na splošno razmerje med dolžino in širino med 1,7 in 4,1 in domneva se, da lahko to razmerje kaže na hitrost ledenika. Ker led teče v laminarnem toku, je upor proti toku toren in je odvisen od območja stika; tako bi bolj podolgovat boben pomenil nižjo hitrost, krajši pa višjo hitrost.

## Pojavnost
Drumlini in drumlin roji so ledeniške reliefne oblike, sestavljene predvsem iz ledeniškega tila. Nastanejo blizu roba ledeniških sistemov in znotraj območij hitrega toka globoko v ledenih ploščah in jih običajno najdemo skupaj z drugimi večjimi ledeniško oblikovanimi značilnostmi (vključno s tunelskimi dolinami, eskerji, dolinami in izpostavljeno erozijo kamnine).
Drumline pogosto srečamo na poljih podobno oblikovanih, velikih in usmerjenih gričev. Številna pleistocenska drumlinska polja se pojavljajo v pahljačasti porazdelitvi. Dolga os vsakega drumlina je vzporedna s smerjo gibanja ledenika v času nastanka. Pregledovanje posnetkov iz zraka teh polj razkriva napredovanje ledenika skozi pokrajino. Múlajökull drumlini v Hofsjökullu so prav tako razporejeni v razpršeni pahljači okoli loka 180°. To polje obdaja trenutni reženj ledenika in nudi pogled v preteklost, ki prikazuje prejšnji obseg in gibanje ledu.

## Sestava
Drumlini so lahko sestavljeni iz plasti gline, mulja, peska, proda in balvanov v različnih razmerjih; morda kaže na to, da je bil material večkrat dodan jedru, ki je lahko iz kamnine ali ledenika. Druga možnost je, da so drumlini ostanki, pri čemer so reliefne oblike posledica erozije materiala med reliefnimi oblikami. Dilatantnost ledeniškega tila je bila uveljavljena kot glavni dejavnik pri nastanku drumlina. V drugih primerih polja drumlinov vključujejo take, ki so v celoti sestavljeni iz trde kamnine (npr. granita ali dobro litificiranega apnenca). Teh drumlinov ni mogoče razložiti z dodatkom mehke usedline jedru. Tako akrecija in erozija mehkega sedimenta s procesi subglacialne deformacije ne predstavljata enotnih teorij za vse drumline – nekateri so sestavljeni iz ostankov kamnine.

## Nastanek
Obstajata dve glavni teoriji o nastanku drumlinov. Prvi, konstrukcijski, nakazuje, da nastanejo, ko se usedlina odlaga iz podledeniških vodnih poti, polnih gramoza, gline, mulja in peska. Ko se drumlin oblikuje, se strganje in tok ledenika nadaljuje okoli njega in se odloženi material kopiči, klasti se poravnajo s smerjo toka. Zaradi tega procesa lahko geologi ugotovijo, kako je nastal drumlin z analizo tila, študijo orientacije in padca delcev znotraj matrike tila. S preučevanjem delcev tila in risanjem njihove orientacije in padca na stereo omrežja lahko znanstveniki ugotovijo, ali obstaja korelacija med vsakim klastom in celotno orientacijo drumlina: bolj podobni so v orientaciji in padcu klasti po celotnem drumlinu, bolj verjetno je, da so bili odloženi med procesom oblikovanja. Če je res nasprotno in se zdi, da ni povezave med drumlin in tilom, to nakazuje, da bi lahko bila druga glavna teorija nastanka resnična.
Druga teorija predlaga, da drumlini nastanejo z erozijo materiala iz nekonsolidirane plasti. Erozija pod ledenikom v neposredni bližini drumlina je lahko velikosti enega metra globine sedimenta na leto, kar je močno odvisno od strižne napetosti, ki deluje na tla pod ledenikom od teže samega ledenika, pri čemer je erodirani sediment oblikovanje drumlina, ko je prestavljen in odložen.
Hipoteza, da katastrofalne podledeniške poplave tvorijo drumline z odlaganjem ali erozijo, izpodbija konvencionalne razlage za drumline. Vključuje odlaganje ledeniško fluvialnih sedimentov v votlinah, ki jih je v ledeniško dno izpraznila podledeniška staljena voda, in ostanke grebenov, ki so ostali zaradi erozije mehkega sedimenta ali trde kamnine zaradi turbulentne staljene vode. Ta hipoteza zahteva ogromne podledeniške poplave taline, od katerih bi vsaka dvignila morsko gladino za več deset centimetrov v nekaj tednih. Študije erozijskih oblik v kamninski podlagi pri French River, Ontario, Kanada, zagotavljajo dokaze za takšne poplave.
Nedavni umik obrobnega izhodnega ledenika Hofsjökull na Islandiji je razkril polje drumlinov z več kot 50-timi, dolgimi od 90 do 320 m, 30 do 105 m v širino in 5 do 10 m v višino. Ti so nastali z napredovanjem subglacialnih usedalnih in erozijskih procesov, pri čemer je vsako vodoravno dno znotraj drumlina ustvaril posamezen val ledenika. Zgornja teorija o nastanku teh islandskih drumlinov najbolje razloži eno vrsto. Vendar pa ne zagotavlja poenotene razlage vseh drumlinov. Na primer, polj, vključno z drumlini, ki so v celoti sestavljena iz trde kamnine, ni mogoče razložiti z odlaganjem in erozijo nekonsolidiranih plasti. Poleg tega se lasne razjede okoli številnih drumlinov najbolje razložijo z erozivnim delovanjem podkvastih vrtincev okoli ovir v turbulentni mejni plasti.
Napol potopljene ali utopljene drumline je mogoče opaziti tam, kjer je dvig morske gladine poplavil nižje ležeča območja med grebeni drumlinov. Najbolj opazen primer tega je zaliv Clew Bay na zahodu Irske, ki vsebuje na stotine otokov in otočkov drumlinov. Nekoč je bilo polje, ki je bilo 'utopljeno' po zadnjem ledeniškem obdobju.

## Razvoj tal na drumlinih
Nedavno oblikovani drumlini pogosto vključujejo tanek A horizont prsti (pogosto imenovan 'zgornja plast zemlje', ki se je nabrala po nastanku) in tanek Bw horizont (običajno imenovan 'podtalje'). Horizont C, ki kaže le malo znakov, da bi nanj vplivali procesi oblikovanja tal (preperevanje), je blizu površja in je lahko na površju na erodiranem drumlinu. Pod horizontom C je drumlin sestavljen iz več slojev tila, odloženih z usedanjem in deformacijo sloja. Na drumlinih z daljšo izpostavljenostjo (npr. na jezeru Ontario drumlin field v državi New York) je razvoj tal naprednejši, na primer s tvorbo z glino obogatenih Bt horizontov.

## Primeri drumlinov
Polje Drumlin v zahodni državi New York. Drumlini se poravnajo z ledeniškim tokom.

### Evropa
Poleg zgoraj omenjenih islandskih drumlinov literatura dokumentira tudi obsežna polja v Angliji, na Škotskem in v Walesu, v Švici, na Poljskem, v Estoniji (Vooremaa), v Latviji, na Švedskem, okoli Bodenskega jezera severno od Alp, v Republika Irska (County Leitrim, County Monaghan, County Mayo in County Cavan), na Severnem Irskem (County Fermanagh, County Armagh in zlasti County Down), Nemčija, Hindsholm na Danskem, Finska in Grenlandija.

### Severna Amerika
Večina drumlinov, opaženih v Severni Ameriki, je nastala med poledenitvijo v Wisconsinu.
Največja polja drumlinov na svetu so nastala pod ledeno ploščo Laurentide in jih najdemo v Kanadi — Nunavut, Severozahodna ozemlja, severni Saskatchewan, severna Manitoba, severni Ontario in severni Quebec. Drumlini se pojavljajo v vsaki kanadski provinci in ozemlju. Skupine tisočev najdemo v:
- Južni Ontario (vzdolž vzhodnega konca Oak Ridges Moraine blizu Peterborougha, kot tudi območja na zahodu blizu Dundasa in Guelpha[22])
- Srednje-vzhodni Ontario (Douro-Dummer)
- Ontario – večina okrožja Northumberland (med Rice Lake in Trentonom, vključno s Trent Hillsom)
- Thelonov načrt severozahodnih ozemelj
- Alberta – drumlini so na Morley Flats v indijskem rezervatu Stony zahodno od Calgaryja, pa tudi južno od Ghost Reservoir.[23]
- Saskatchewan – 80 km (50 milj) južno od vzhodnega dela jezera Athabasca
- Jugozahodno od Amundsenovega zaliva v Nunavutu
- West Lawrencetown, Nova Škotska

V Združenih državah so drumlini pogosti v:
- Osrednji New York (med južno obalo jezera Ontario in jezerom Cayuga)[24][25]
- Spodnja dolina reke Connecticut
- Long Island[26][27]
- Manhattan
- Vzhodni Massachusetts
- Vzhodni Connecticut v okrožjih Windham in New London
- Regija Monadnock v New Hampshiru
- Michigan (osrednji in južni spodnji polotok)[28]
- Minnesota[29][8]
- Regija Puget Sound v zvezni državi Washington[30]
- Wisconsin

### Azija
Drumline najdemo v Tiksiju, republika Saha, Rusija.

### Južna Amerika
V Patagoniji najdemo obsežna polja drumlinov. Veliko polje se razprostira na obeh straneh Magellanovega preliva in pokriva okolico letališča Carlos Ibáñez del Campo v Punta Arenasu, otok Isabel in območje južno od zaliva Gente Grande na otočju Ognjena zemlja.
Območja okoli preliva Beagle gostijo tudi drumlinska polja; na primer otok Gable in severni otok Navarino.

### Antarktika
Leta 2007 so opazili, da pod ledom ledenega toka Zahodne Antarktike nastajajo drumlini.